# Basilika Saint-Maurice (Épinal)

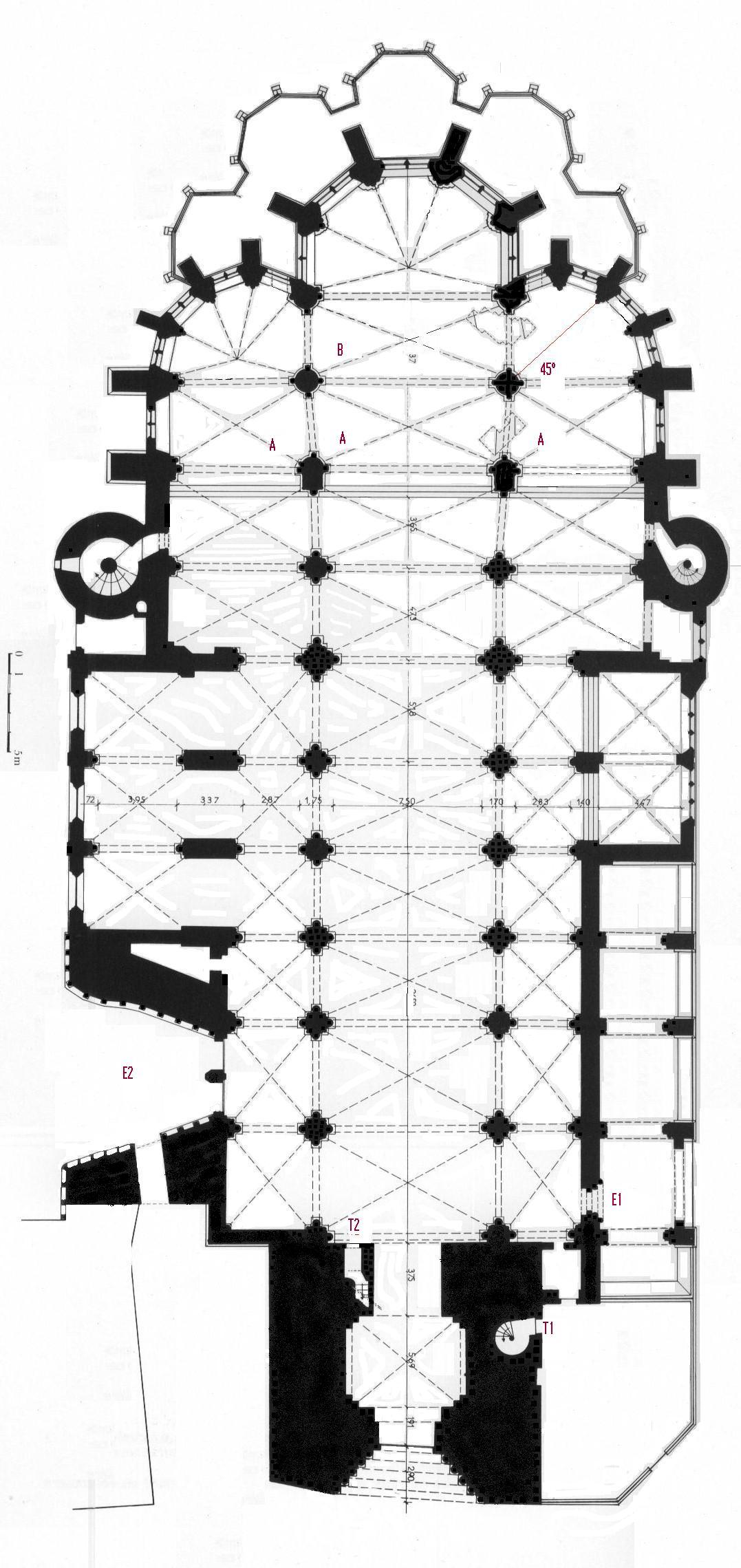
Grundriss

Die Basilika Saint-Maurice ist eine katholische Pfarrkirche in Épinal im französischen Département Vosges. Die Kirche gehört zur Diözese Saint-Dié.

## Baugeschichte
Die erste Kirche am heutigen Standort entstand in der Zeit der Stadtgründung durch Bischof Dietrich von Metz Ende des 10. Jahrhunderts. Nach Abbruch dieses Vorgängerbaus begann im 11. Jahrhundert der Bau der heutigen dreischiffigen romanischen Basilika, bestehend aus Mittelschiff, zwei Seitenschiffen und Querschiff sowie drei halbkreisförmigen Apsiden. Für den Bau wurde der rosafarbene Sandstein der Vogesen verwendet. Die Kirche wurde durch Papst Leo X. geweiht. Im Mittelschiff wurde im 14. Jahrhundert das bisherige romanische Rundbogengewölbe durch ein spitzbogiges Rippengewölbe auf den vorhandenen Pfeilern ersetzt.
Der gotische Chor mit dem gegenüber dem Mittelschiff um 4,50 Meter erhöhten Gewölbe entstand im 14. Jahrhundert. Die ebenfalls aus dem 14. Jahrhundert stammenden Fenster zeigen die Dreifaltigkeit. Der Hauptaltar stammt aus dem 19. Jahrhundert. Den Zugang zum Chor zieren Standbilder der Heiligen Goericus (16. Jahrhundert) und Mauritius (1928, von P. Mallet). Nebenaltäre wurden dem Heiligen Nikolaus und der Mutter Gottes geweiht.
Im Südturm des Transepts wurde im 16. Jahrhundert eine Begräbniskapelle angelegt und im 18. Jahrhundert als Begräbnisstätte für die Äbtissinnen des nahegelegenen adeligen Damenstifts von Épinal eingerichtet.
Der massiv gemauerte, rund 30 Meter hohe Westturm nimmt vier Glocken auf. Das Westportal stammt von 1843. An der Nordseite des Schiffs befindet sich das der Stadt zugewandte Bürgerportal, das von den Bürgern der Stadt im 15. Jahrhundert im Stil der Champagne erbaut wurde. Die reichen ornamentalen Verzierungen wurden während der Französischen Revolution zerstört.
Die Kirche ist seit 1846 Monument historique und wurde am 20. Februar 1933 durch Papst Pius XI. zur Basilica minor erhoben.

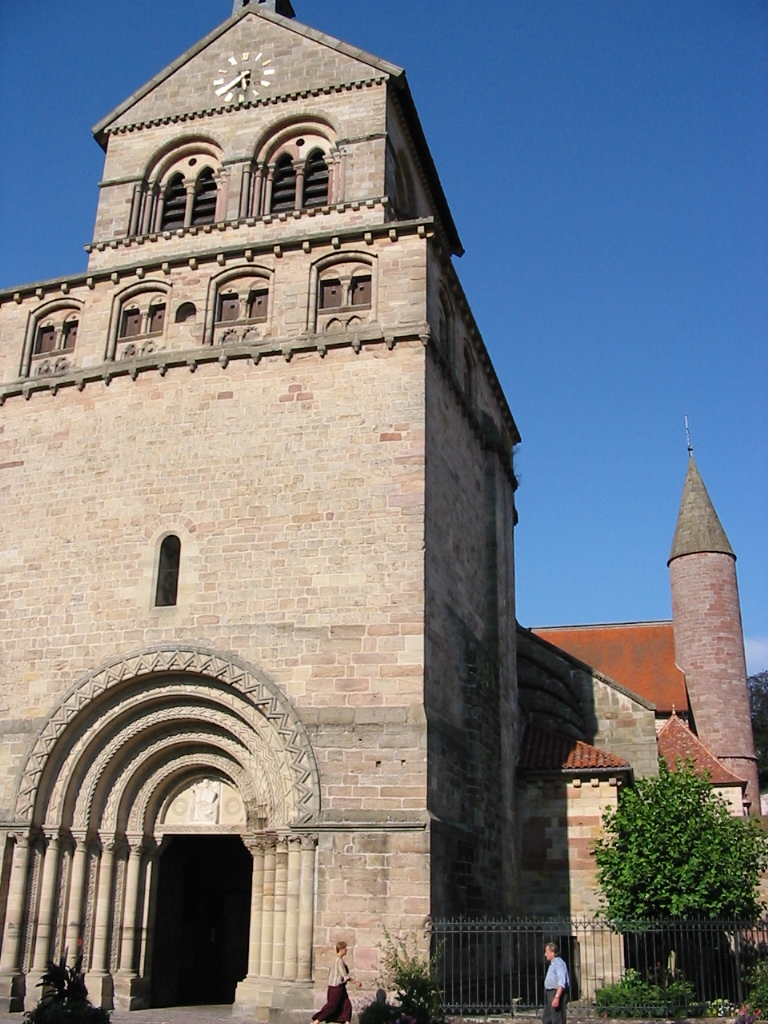
Westfassade
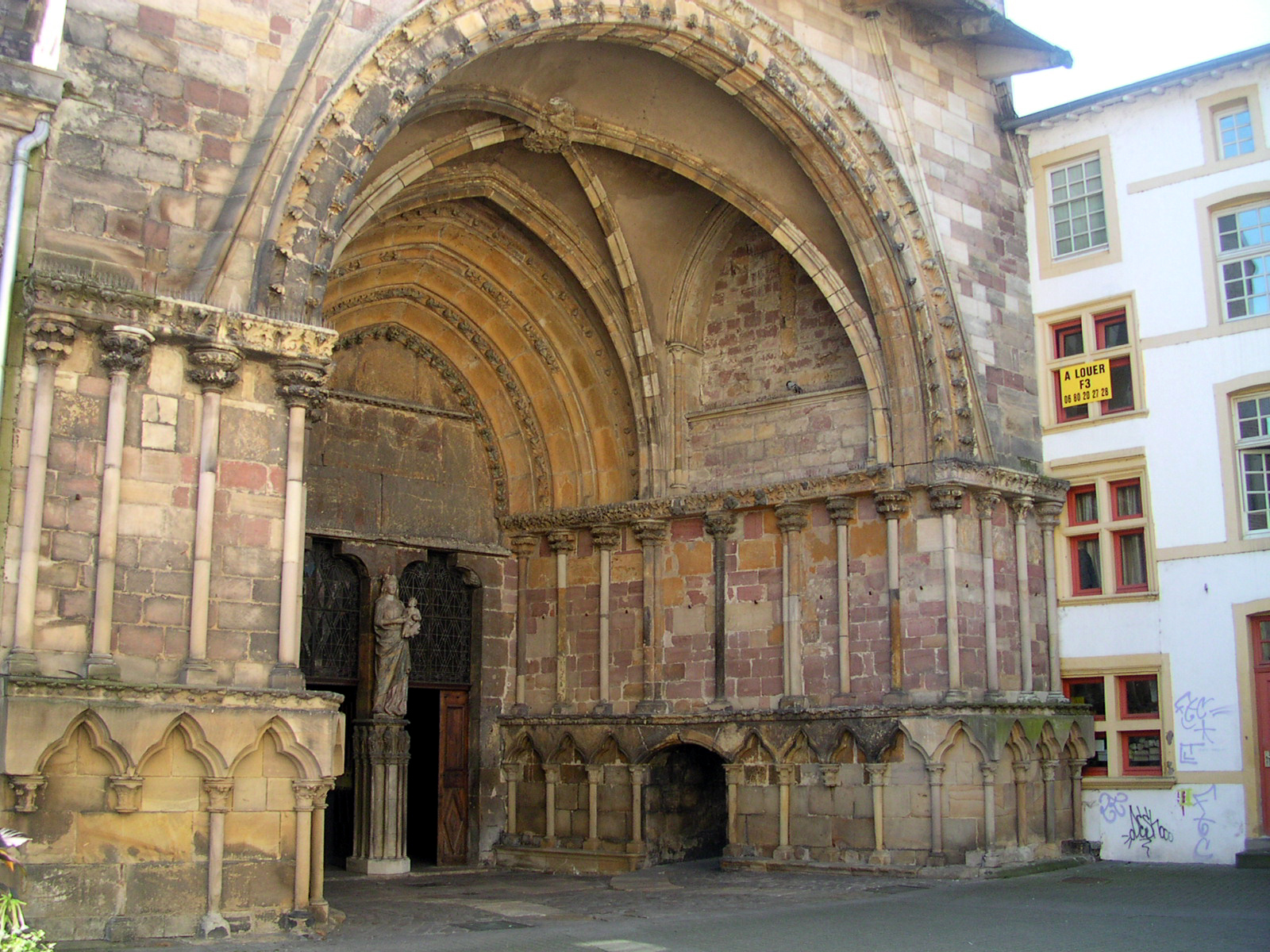
Bürgerportal
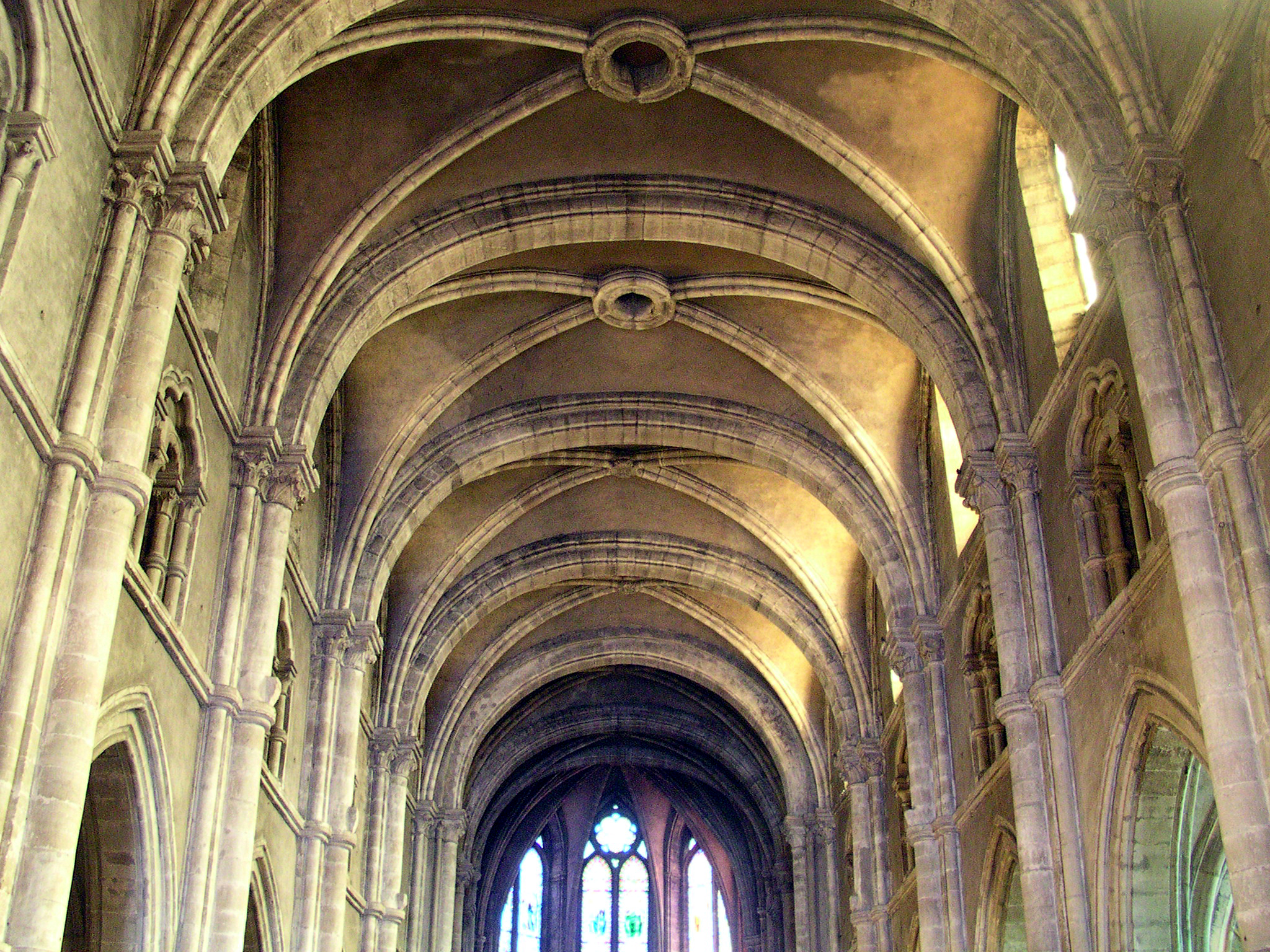
Gewölbe des Mittelschiffs
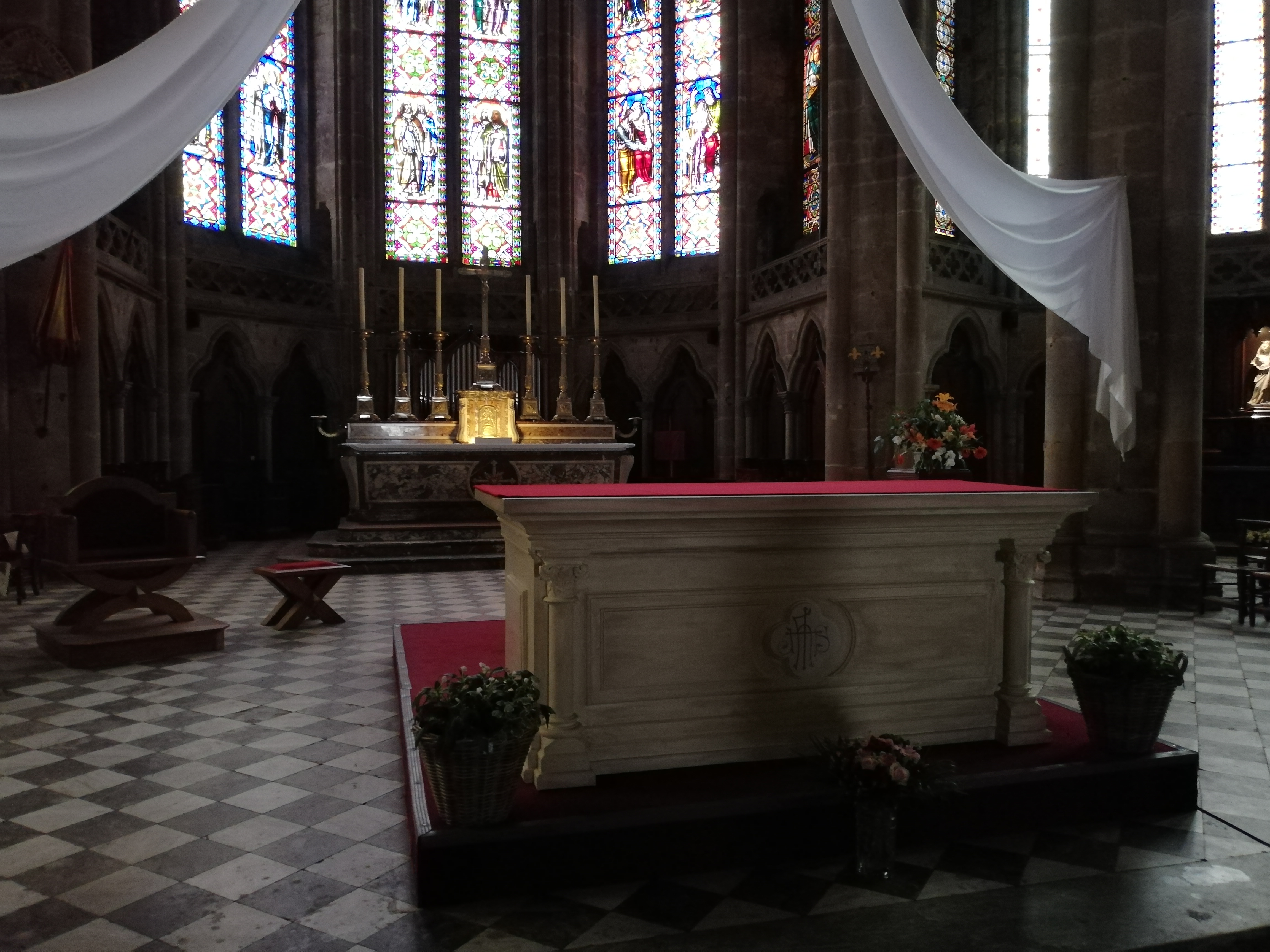
Chorraum und Altar